# مردی که زیاد می‌دانست (فیلم ۱۹۵۶)
مردی که زیاد می‌دانست (به انگلیسی: The Man Who Knew Too Much) فیلمی دلهره آور است که در سال ۱۹۵۶ توسط آلفرد هیچکاک با بازیگری جیمز استوارت و دوریس دی ساخته شد. هیچکاک قبلاً در سال ۱۹۳۴ این فیلم را به صورت سیاه‌وسفید با فیلمنامه‌ای کمی متفاوت ساخته بود. این فیلم برنده یک جایزه اسکار برای بهترین آهنگ شده‌است.

## داستان فیلم
خانواده‌ای آمریکایی به نام‌های دکتر بن مککنا (جیمز استوارت)؛ همسرش جو (دوریس دی) و پسرشان هنک (کریستوفر اولسن) برای گذراندن تعطیلات خود به مراکش می‌روند. در پی درگیری که بین آن‌ها و یکی از اهالی مراکش در اتوبوسی رخ می‌دهد؛ با مردی به نام لوییس برنارد آشنا می‌شوند که به آن‌ها کمک می‌کند. لوییس برنارد که مردی فرانسوی است آن‌ها را برای صرف شام در رستورانی دعوت می‌کند. در همان شب بن و جو در رستوران با زوج دریتون آشنا می‌شوند که برای گذران تعطیلات به مراکش آمده‌اند. روز بعد در حالی که این دو زوج در بازاری مشغول گردش هستند؛ چاقو خوردن مردی با لباس محلی را مشاهده می‌کنند که معلوم می‌شود لوییس برنارد است. برنارد لحظاتی پیش از مرگش اطلاعاتی در گوش بن نجوا می‌کند به این مضمون که فردی بزودی در لندن ترور خواهد شد. دریتون‌ها با هدف تهدید بن به سکوت؛ هنک را که برای رساندن به هتل به آن‌ها سپرده شده بود را می‌دزدند. در این هنگام بن و جو برای پیدا کردن هنک به لندن می‌روند و در آنجا آگاه می‌شوند که فرد مورد نظر برنارد، نخست وزیر یکی از کشورهای اروپایی است که قرار است در سالن رویال آلبرت هال لندن ترور شود. در شب حادثه جو با تشخیص به موقع لحظه‌ای که قاتل قصد شلیک کردن می‌کند؛ با جیغ کشیدن مانع تیراندازی دقیق تیرانداز می‌شود و نخست وزیر نجات می‌یابد. در این میان مشخص می‌شود که عامل گرداننده ترور، سفیر همان کشوری است که نخست وزیر آن در حال بازدید از لندن است. دریتون‌ها هنک را به سفارت این کشور ( که از نام آن فقط حرف A دیده می‌شود) منتقل می‌کنند که توسط یکی از کارکنان سفارت به پلیس اطلاع داده می‌شود. بن و جو به دعوت نخست وزیر (برای قدردانی) و در نهان برای پیدا کردن هنک به سفارت رفته و هنک را که توسط دریتون‌ها نگهداری می‌شود نجات می‌دهند.

## بازسازی فیلم
تروفو در کتاب سینما به روایت هیچکاک از قول او نقل می‌کند: «مردی که زیاد می‌دانست، توسط یک کارگردان آماتور ساخته شد و توسط یک کارگردان حرفه‌ای بازسازی شد.»
این فیلم به نسبت نسخه قبلی آن که توسط خود هیچکاک در سال ۱٩٣۴ ساخته شد، بسیار خوش ساخت بود. این فیلم به صورت رنگی ساخته شد (در حالی که نسخه اول آن به طریقه سیاه و سفید فیلمبرداری شده بود). از جمله اشتراکات این نسخه و نسخه اولیه فیلم می‌توان به: مشترک بودن شخصیت لوییس برنارد، محل ترور در فیلم (سالن رویال آلبرت هال لندن)، شیوه نمایش مشهور خارج شدن لوله اسلحه از پشت پرده در جریان اجرای کنسرت نام برد. در مقابل این نسخه
با نسخه اولیه فیلم تفاوت‌هایی دارد. از جمله: داستان فیلم دربارهٔ آدم ربایی یک پسر بچه‌است، خانواده این پسربچه آمریکایی هستند (در نسخه اولیه انگلیسی بودند)، محل گذراندن تعطیلات این خانواده مراکش است (در نسخه اولیه کشور سوئیس) و فردی که قرار است ترور شود یک نخست وزیر است (در نسخه اولیه یک سفیر).
بازیگران این فیلم از جمله جیمز استوارت از بازیگران بسیار مشهور بودند و بازیگر نقش جو (دوریس دی) از خوانندگان مشهور بوده‌است. ضمن اینکه در فیلم؛ بازیگر نقش رهبر ارکستر رویال آلبرت هال؛ برنارد هرمان است که ساخت موسیقی متن این فیلم وچند فیلم دیگر هیچکاک را به عهده داشته‌است.

## بازیگران
- جیمز استوارت – Dr. Benjamin "Ben" McKenna
- دوریس دی – Josephine Conway "Jo" McKenna
- برندا ده بنزی – Lucy Drayton
- برنارد میلز – Edward Drayton
- رالف ترومن – Inspector Buchanan
- دنیل ژلین – Louis Bernard
- مونس ویت – Ambassador
- آلن موبری – Val Parnell
- هیلاری بروک – Jan Peterson
- کریستوفر اولسن – Henry "Hank" McKenna
- رگی نالدر – Rien
- الکسیس بوبریسنکوی – the Prime Minister
- ریچارد واتیس – Assistant Manager
- نوئل ویلمن – Woburn
- الیکس تالتون – Helen Parnell
- ایو براویل – Police Inspector
- ریچارد وردزوورث – Ambrose Chappell, Jr.
- جورج هاو – Ambrose Chappell, Sr.
- کارولین جونز – Cindy Fontaine
- جان برارد - Taxidermist (uncredited)[۵]